# 招聘

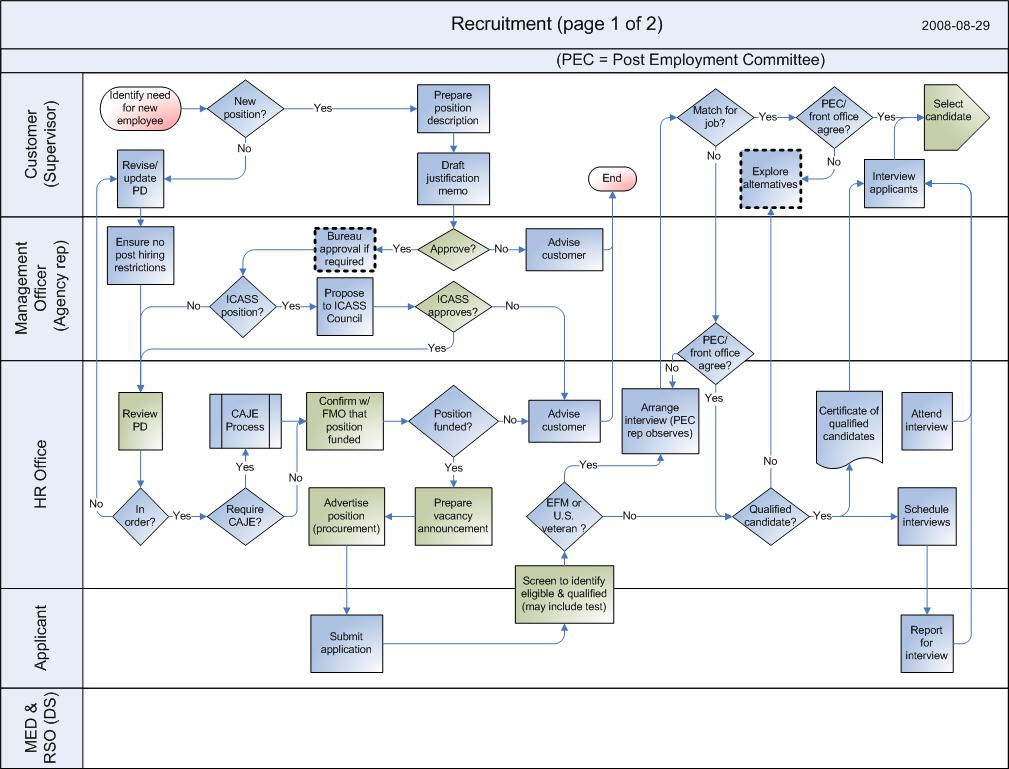
招聘計畫书的样本

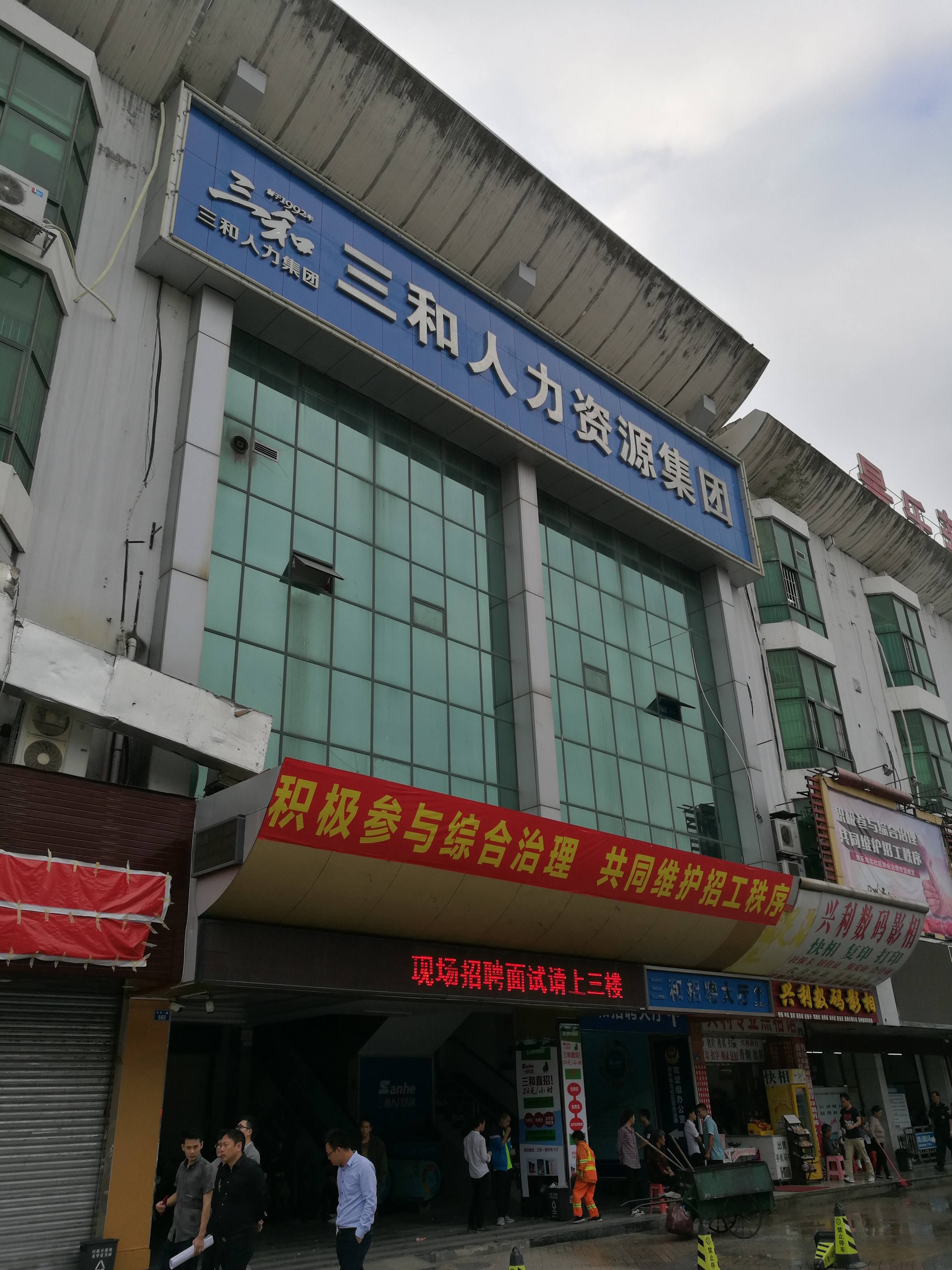
位于深圳的三和人才市场

招聘是針對组织內的職缺進行識別、尋找合適人選（sourcing）、篩選（screening）、最後和應徵者面談，決定是否適合特定職缺的完整過程。有些無償工作也會用招聘的方式來決定人選。一般而言，招聘會由經理、人力资源專員或是招聘專員負責，但有時會有商業的人力仲介公司，或是針對高階職位的獵頭公司參與部份招聘過程。現在已有許多的招聘是在網路上進行，也包括人工智慧的應用。